# Paul Louis Ramm
Paul Louis Ramm, danski general, * 1882, † 1977.